# Titus Annius Luscus (Gesandter)
Titus Annius Luscus war ein im 2. Jahrhundert v. Chr. lebender Politiker aus dem plebejischen Geschlecht der Annier.
Vom Senat wurde Titus Annius Luscus angeblich 172 v. Chr. mit zwei weiteren Senatoren, Gnaeus Servilius Caepio und Appius Claudius Centho, als Gesandter zum makedonischen König Perseus geschickt. Diese Darstellung des römischen Geschichtsschreibers Titus Livius hält der Althistoriker Friedrich Münzer für eine Fälschung, die auf einen vor Livius schreibenden Annalisten zurückgeht. 169 v. Chr. gehörte er einem Dreimännerkollegium an, dem die Aufgabe zufiel, die im Gebiet der Veneter gelegene römische Kolonie Aquileia zu vergrößern. Der gleichnamige Konsul von 153 v. Chr. war wohl sein Sohn.